# Saya
Saya（さや）は夫婦によるCG制作ユニット“TELYUKA（テルユカ）”による、フルCGの女子高生キャラクター、バーチャルアイドルである。

## 概要、経歴
2015年、自主制作作品を紹介するつもりでTwitter上で発表され、「不気味の谷を超えた」と話題になる。CGWORLD大賞 2015にノミネート。
凹凸の少ない「日本人の若い女の子」を違和感なくCGで表現するのは、難易度が高く、だからこそ挑戦のし甲斐があると、徹底的に手書きで色合いを重ね再構築した。衣服も型紙から切り出し作り込んでいる。
2016年以降は「ヴァーチャル ヒューマン プロジェクト」としてTELYUKAを中心とし,ロゴスコープと合同で制作を開始。街中での実用化に向けた研究が始まった。
2017年、人工知能が将棋や囲碁の世界で戦うように、現実の女子に紛れ込んで挑戦したいという意気込みから講談社「ミスiD」に応募し、セミファイナリストに選出。
同年のりんなとともに、架空のキャラが同賞レースに選出されるのは初となる。
2017年08月31日、「ミスiD」自己紹介動画を公開。
笑顔は顔面の筋肉が複雑に連動するので、「満面の笑顔」の表現を課題としている。
ミスiD2018「ぼっちが、世界を変える。」賞受賞
2018年3月、第21回文化庁メディア芸術祭エンターテインメント部門 　審査委員会推薦作品　選出
2018年3月アメリカテキサスで開催されたSXSW 2018　tradeshow　にて、表情認識を搭載しノンバーバルコミュニケーションが可能なインタラクティブな展示を実施
2018年6月NHK学生ロボコン、NHKサイエンスZEROのブースにて表情認識搭載、等身大描画による「Emo-Talk with Saya」の展示を実施
2018年8月NHK総合「東京2020パラリンピック大図鑑」にて出演
2018年11月日本外務省の制作する番組「日本ビデオトピックJapan Video Topics」にて紹介される
2019年10月NHKBS1「地球リアル　不気味の谷をアイで越える」にて放送
2019年11月科学技術振興機構「サイエンスアゴラ2019」の公式キービジュアルに起用
2019年11月リップシンクによる発話機能「Talk to Saya」を新たに付加し、会話エンジンとしてAIりんなを採用することで、Sayaとリアルタイムに「会話」することが可能になり、Sayaとの会話を通してAI技術を学ぶ授業「1日転校生Saya」を鎌倉女学院高等学校で実施
2020年5月24日MBSテレビ含むTBS系列にて放送される「情熱大陸」にて放送
2021年3月、「1日転校生Saya」第24回文化庁メディア芸術祭エンターテインメント部門 　審査委員会推薦作品　選出
2021年3月　JST/OPERA（産学共創プラットフォーム共同研究推進プログラム「人間機械共奏技術コンソーシアム」）の支援を受け、
株式会社AISINと株式会社Harmonized Interactions、GarateaCircus株式会社、Idein株式会社、豊橋技術科学大学等らが協業し、Sayaのマルチモーダルエージェントを開発中、将来的に普及が見込まれる自動運転バス車内等を想定しており、アイシンが強みとするカメラ画像認識技術（ドライバーモニターシステム、車室内監視システム）を活用して乗客の顔や体の動きを検知することに加え、AIを用いて検知した画像・音声、蓄積されたデータなどを統合的（マルチモーダル）に解析し、乗客の状況や意図を判断。
又、持続的に対話を可能となることを目的として、対話知能学の公募班チームに内定、音声などマルチモーダル対話システム構築を目指し開発中

## 出演

### テレビ
- サイエンスzero「人間とは何か？ アンドロイド研究最前線」（2017年1月22日、NHKEテレ）

- サイエンスzero「カガクの“カ”＃２　北極海Ｓａｙａ謎生物」（2018年4月22日、NHKEテレ）

- 「コングラ　CGの教室 - ウェイバックマシン（2018年4月8日アーカイブ分） 」「第2話 動かす」（2018年5月13日、NHKEテレ）

- 「東京2020パラリンピック大図鑑」（2018年8月25日、NHK総合）
- 地球リアル「不気味の谷をアイで越える」（2019年10月15日、NHKBS1）
- 情熱大陸「TELYUKA」（2020年5月24日、MBSテレビ含むTBS系列）

### 雑誌、書籍
- 「CGWORLD」（2016年1月号、ボーンデジタル）表紙
- 「日経トレンディ」（2017年11月号、日経BP社）表紙
- スカルプターのための美術解剖学（2016/11/26、ボーンデジタル）推薦帯
- 「HiVi」(2019年8月号、ステレオサウンド）表紙[11]
- 「日経トレンディ」（2022年1月号、日経BP社）表紙「2022－2030大予測」特集にて

### 新聞広告
- bitFlyer「仮想が時代をつくってく」（2017年、bitFlyer）

### イベント
- CEATEC JAPAN 2016　SHARP・ブース[12]
- ミスiD2018　「ぼっちが、世界を変える。」賞受賞
- Yahoo! JAPAN Hack Day 10th Anniv.企画ブース「MeetSaya」
- SXSW2018 Trade Show 「Emo-Talk」 博報堂ブース[13]
- 2018年NHK学生ロボコン　サイエンスZEROブース「Emo-Talk with Saya」
- 2019年サイエンスアゴラ2019　「Emo-Talk 」
- 2019年鎌倉女学院高等学校　「1日転校生Saya」